# Ona acústica de superfície

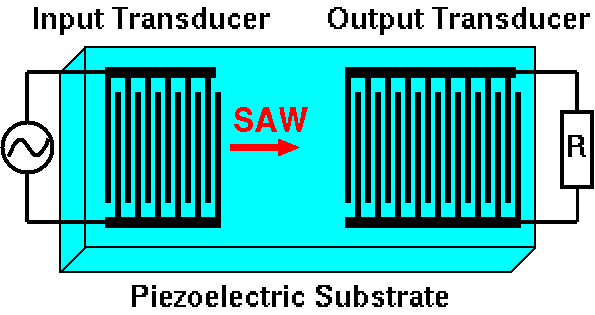
Imatge esquemàtica d'un disseny típic de dispositiu SAW.

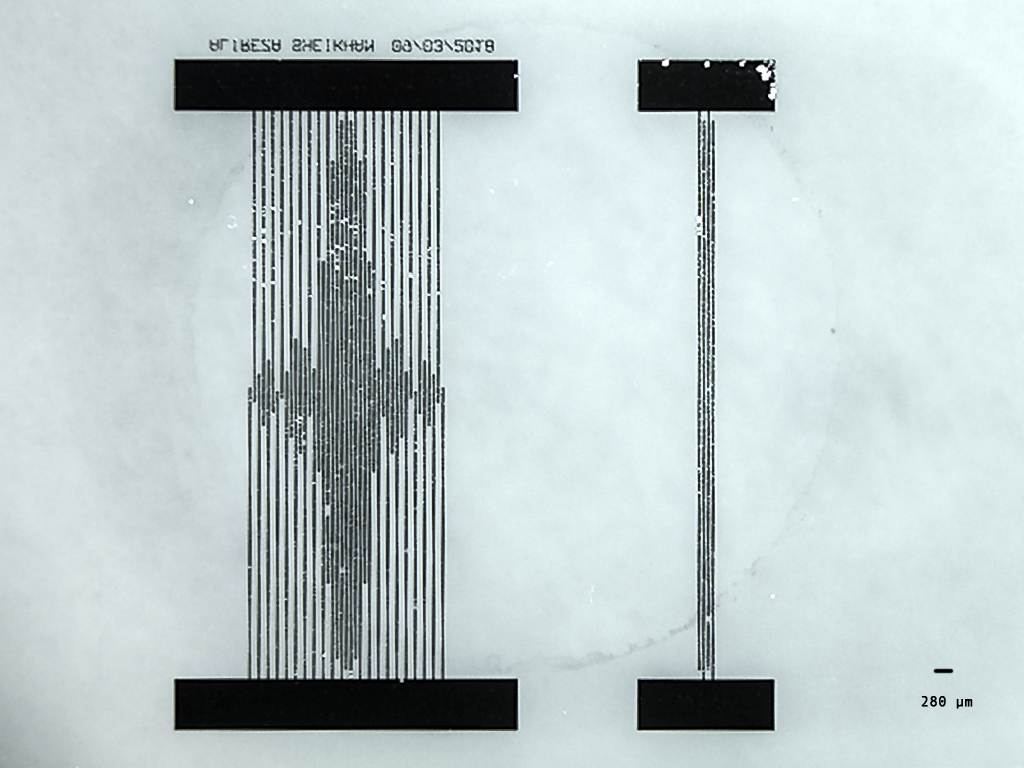
Un filtre passa banda implementat en material piezoelèctric.

Una ona acústica de superfície (amb acrònim anglès SAW) és una ona acústica que viatja al llarg de la superfície d'un material que presenta elasticitat, amb una amplitud que normalment decau exponencialment amb la profunditat al material, de manera que es confina a una profunditat d'aproximadament una longitud d'ona.
Les SAW van ser explicats per primera vegada l'any 1885 per Lord Rayleigh, qui va descriure el mode de propagació acústica superficial i va predir les seves propietats en el seu article clàssic. Anomenades pel seu descobridor, les ones de Rayleigh tenen un component de cisalla longitudinal i vertical que es pot acoblar amb qualsevol mitjà com capes addicionals en contacte amb la superfície. Aquest acoblament afecta fortament l'amplitud i la velocitat de l'ona, permetent als sensors SAW detectar directament la massa i les propietats mecàniques. El terme 'ones de Rayleigh' s'utilitza sovint com a sinònim de 'SAW', encara que en sentit estricte hi ha múltiples tipus d'ones acústiques superficials, com les ones de Love, que estan polaritzades en el pla de la superfície, en lloc de longitudinal i vertical.
SAW com les ones Love i Rayleigh, tendeixen a propagar-se durant molt més temps que les ones massives, ja que només han de viatjar en dues dimensions, en lloc de tres. A més, en general tenen una velocitat més alta que els seus homòlegs.
Els dispositius d'ones acústiques superficials ofereixen una àmplia gamma d'aplicacions amb l'ús de sistemes electrònics, incloses línies de retard, filtres, correladors i convertidors de CC a CC. Les possibilitats d'aquests dispositius SAW podrien proporcionar camp potencial en sistemes de radar, sistemes de comunicació.
Aquest tipus d'ona s'utilitza habitualment en dispositius anomenats dispositius SAW en circuits electrònics. Els dispositius SAW s'utilitzen com a filtres, oscil·ladors i transformadors, dispositius que es basen en la transducció d'ones acústiques. La transducció d'energia elèctrica a energia mecànica (en forma de SAW) s'aconsegueix mitjançant l'ús de materials piezoelèctrics.
Els dispositius electrònics que utilitzen SAW normalment utilitzen un o més transductors interdigitals (IDT) per convertir les ones acústiques en senyals elèctrics i viceversa aprofitant l'efecte piezoelèctric de certs materials, com el quars, el niobat de liti, el tantalat de liti, el silicat gal·li de lantà, etc. Aquests dispositius es fabriquen mitjançant neteja/tractaments de substrat com el polit, la metal·lització, la fotolitografia i la fabricació de capes de passivació/protecció (dielèctrica). Aquests són els passos típics del procés utilitzats en la fabricació de semiconductors com els circuits integrats de silici.
Els filtres SAW s'utilitzen ara als telèfons mòbils i proporcionen avantatges tècnics en rendiment, cost i mida respecte a altres tecnologies de filtre, com ara cristalls de quars (basats en ones massives), filtres LC i filtres de guia d'ones específicament a freqüències inferiors a 1,5-2,5. GHz en funció de la potència de RF que cal filtrar. Complement de la tecnologia a SAW per a freqüències superiors a 1,5-2,5 GHz es basa en ressonadors acústics a granel de pel·lícula fina (TFBAR o FBAR).